# Juan Carlos Verdeal
Juan Carlos Verdeal (Puerto Madryn, Chubut, Argentina, 29 de mayo de 1918 - Río de Janeiro, Brasil, octubre de 1999) fue un futbolista y entrenador argentino.

## Carrera

### Jugador
Comenzó jugando en el club Huracán de Comodoro Rivadavia. Luego, fue contratado por Estudiantes de la Plata en 1938. En ese club jugó tres temporadas antes de dejar a Argentina y trasladarse a Brasil.
En Brasil, Verdeal jugó con Fluminense y Juventude en Sao Paulo. La experiencia brasileña duró cinco años, ya que abandonó el país y se trasladó a Venezuela.
Allí jugó dos temporadas con los el club Dos Caminos en Caracas, donde ganó un campeonato amateur en 1945.
A los 28 años, en 1946, se dirige a Génova en Italia. Allí llegó a convertirse en uno de los preferidos del Genoa Cricket & Football Club, aunque el vínculo con el equipo duró sólo tres temporadas. Desde la primavera de 1949 queda fuera del fútbol durante más de un año, debido a una lesión.
Verdeal permaneció en Lille en Francia, club donde permaneció unos meses, y fue contratado en enero de 1951 por Valenciennes Football Club, un club perteneciente a la Ligue 2, donde permaneció tres años, alcanzando una final histórica en la Copa de Francia en 1951, donde su equipo fue derrotado 3 a 0 por Racing de Estrasburgo.
Después de salir de Francia se fue a jugar en Argelia. En África se mantuvo hasta 1955, cuando estalló la guerra de Independencia de Argelia y decidió volver a la Argentina. Allí deja de ser jugador profesional de fútbol y comienza a ser entrenador.

### Entrenador
Fue entrenador del Racing Club de Avellaneda en 1962 y en 1966 del Club Almagro. En también es recordado por ser uno de los fundadores de la Asociación de Entrenadores de Argentina en 1963. En 1968 decidió dejar el mundo del fútbol y se trasladó a Brasil con su familia, donde falleció en 1999.

## Clubes
| Club                          | Año       | Partidos (goles) |
| ----------------------------- | --------- | ---------------- |
| Huracán de Comodoro Rivadavia | ?         | ?                |
| Estudiantes de la Plata       | 1938-1940 | ?                |
| Fluminense Football Club      | 1941-1942 | 27 (7)           |
| Juventude de Sao Paulo        | 1943-1945 | ?                |
| Club Dos Caminos              | 1945-1946 | ?                |
| Genoa Cricket & Football Club | 1946-1950 | 98 (31)          |
| Lille Olympique Sporting Club | 1950-1951 | 6 (2)            |
| Valenciennes Football Club    | 1951-1953 | 45 (15)          |
| Racing Club de Avellaneda     | 1962      | Entrenador       |
| Club Almagro                  | 1966      | Entrenador       |